# Бадд, Кристофер (епископ)
Хью Кристофер Бадд (англ. Hugh Christopher Budd; 27 мая 1937 — 1 апреля 2023) — английский католический прелат, 8-й епископ Плимута (1986—2013).
Родился в Ромфорде, Эссекс (сейчас Восточный Лондон). Окончил начальную школу Святой Марии в Хорнчёрче, Колледж Святого Игнатия в Стэмфорд-Хилле, юношескую семинарию Коттон-Колледж, семинарию Святого Томаса в Гроув-Парк и завершил своё католическое образование в 1962 году в Риме в Английском колледже.
Рукоположен в священники 8 июля 1962 года. Получив степень доктора теологии, преподавал в Английском колледже до 1971 года.
С 1976 года читал лекции по теологии в Колледже Ньюмэна. С 1979 года ректор Семинарии Святого Иоанна в Уонерше. В 1985 году настоятель кафедрального собора в Брентвуде. В том же году 19 ноября назначен епископом Плимута.
Рукоположен 15 января 1986 года.
В 2013 году удалился на покой в связи с достижением предельного возраста (75 лет).
Умер от рака в своём доме в Лайм-Риджис 1 апреля 2023 года. Похоронен в аббатстве Бакфаст.